# Galileo Galilei (sommergibile)
Il Galileo Galilei è stato un sommergibile della Regia Marina.

## Storia
Nel 1937 partecipò clandestinamente, senza risultati, alla guerra di Spagna. In un primo momento operò sotto bandiera italiana, poi, dal settembre 1937, fu temporaneamente assegnato, con sigla L. 1 e nome General Mola II, alla Legione spagnola, operando al febbraio 1938 senza ottenere alcun successo; il suo comandante, TV Mario Ricci, ricevette varie critiche da parte del comandante del gruppo sommergibilistico italiano, CC Francesco Baslini, che ritenne il suo comportamento causa degli insuccessi.
All'inizio della seconda guerra mondiale era inquadrato nella LXXXI Squadriglia Sommergibili con base a Massaua (Eritrea), sul Mar Rosso. 
Lasciò Massaua per la sua prima missione al comando del capitano di corvetta Corrado Nardi, e il 12 giugno 1940 giunse nella zona assegnatagli, a meridione di Aden.
Quattro giorni dopo, in mattinata, avvistò la nave cisterna James Stove, norvegese, da 8215 tonnellate di stazza lorda: la fece abbandonare dall'equipaggio e lanciò tre siluri, colpendo la nave che affondò in fiamme, scossa da varie esplosioni (è probabile che da Aden sia stato visto il fumo e sentiti gli scoppi, cosa che potrebbe aver messo in allarme le difese britanniche nella zona: infatti l'incrociatore HMS Leander fu inviato alla sua ricerca, senza risultati). Nel pomeriggio del 18 giugno il Galilei intimò l'alt con un colpo di cannone al piroscafo jugoslavo Drava, cui però dovette permettere di proseguire dato che la Jugoslavia era ancora neutrale.
Il colpo di cannone sparato per avvertire la nave di fermarsi fu però fatale: fu infatti sentito a bordo di una nave da guerra inglese che mise in allerta il comando di Aden; alle 16.30 il Galilei fu infatti costretto all'immersione dall'attacco di un aereo. Emerso per ricaricare le batterie con il buio, fu attaccato da unità di superficie, dovette immergersi nuovamente e subì un bombardamento con bombe di profondità restando però indenne. Dopo aver trascorso la notte stazionando sul fondale (tra l'altro nelle prime ore del mattino si guastò l'apparato di condizionamento dell'aria determinando una pericolosa perdita di cloruro di metile, per fortuna in quantità leggera), nella mattina del 19 il sommergibile si portò a quota periscopica rendendosi conto che l'unica nave presente era la cannoniera britannica Moonstone, scarsamente armata: il comandante Nardi decise quindi di emergere e attaccarla con le artiglierie (anche perché la nave inglese aveva ricominciato a gettare cariche di profondità).
Tuttavia il sistema di puntamento del cannone di prua smise di funzionare ed i movimenti della Moonstone erano troppo agili e rapidi per poter lasciare all'equipaggio del sommergibile la possibilità di prendere efficacemente la mira, mentre la cannoniera dopo dieci minuti aggiustò il tiro: il primo proiettile che colpì il Galilei uccise alcuni uomini e ferì Nardi, il secondo decimò i serventi del cannone di prua uccidendo anche l'ufficiale in seconda; poi il cannone di poppa del Galilei si bloccò e due colpi della Moonstone centrarono in rapida successione la torretta uccidendo il comandante Nardi e altri uomini: unico ufficiale rimasto vivo era il giovane ed inesperto guardiamarina Mazzucchi, ferito, impegnato a far fuoco col cannone prodiero. 
Quando infine la Moonstone fu affiancata dal sopraggiunto cacciatorpediniere HMS Kandahar, il sommergibile si arrese; l'equipaggio fu preso prigioniero e l'unità fu rimorchiata fino ad Aden.
Nel combattimento avevano perso la vita in tutto 16 uomini del Galilei: il comandante Nardi, altri quattro ufficiali, sette sottufficiali e quattro marinai.
In quell'unica missione di guerra l'unità aveva percorso 160 miglia in superficie e 35 in immersione.
Il sommergibile fu poi incorporato nella Royal Navy e tornò in servizio nel 1942 dapprima con il nome X. 2 e poi come P. 711; fu impiegato per l'addestramento in acque orientali sino alla radiazione e alla demolizione, avvenuta nel gennaio 1946.

### La presunta cattura dei documenti
La vicenda del Galilei fu però caratterizzata da un punto discusso e mai chiarito: la presunta cattura di documenti segreti fra i quali gli ordini di operazione per i sommergibili, tramite i quali gli inglesi sarebbero poi riusciti ad intercettare e affondare altri due sommergibili in Mar Rosso, il Galvani ed il Torricelli. 
Il guardiamarina Mazzucchi e gli altri sopravvissuti sostennero che fra i documenti del sommergibile non vi era l'ordine di operazioni (e in effetti questo su altri sommergibili non era presente, dunque non si vede perché avrebbe dovuto essere sul Galilei, specie conoscendo il fatto che i comandanti dei singoli sommergibili erano stati convocati singolarmente ed in segreto per essere informati degli ordini) e che comunque i documenti erano stati distrutti prima della cattura; ma le fonti inglesi sostennero che tali documenti fossero stati rinvenuti a bordo del Galilei ed impiegati per la distruzione del Galvani (e forse anche del Torricelli). Del resto è accertato che gli inglesi disponevano di una efficace rete di spionaggio in Africa Orientale Italiana: la storia dei documenti del Galilei sarebbe potuta dunque essere stata inventata proprio per evitare che il controspionaggio italiano s'insospettisse.